# Johannes Selder
Johannes Selder (* 14. Oktober 1956) ist ein deutscher Jurist. Er war von Juni 2007 bis August 2022 Richter am Bundesfinanzhof.

## Leben und Wirken
Selder studierte Rechtswissenschaft und trat nach Beendigung des Referendariats in die Bayerische Finanzverwaltung ein. Dort war er überwiegend im Staatsministerium der Finanzen tätig. 1986 wurde er an der Universität Augsburg zu dem Thema Die Einlage von Nutzungen und Leistungen im Einkommen- und Körperschaftsteuerrecht promoviert. Im Juli 1989 wechselte Selder als Richter an das Finanzgericht München. In der Zeit von 1992 bis 1996 war er als wissenschaftlicher Mitarbeiter an den Bundesfinanzhof abgeordnet.
Nach seiner Ernennung zum Richter am Bundesfinanzhof am 1. Juni 2007 wies das Präsidium des Bundesfinanzhofs Selder dem III. Senat zu, der für Einzelgewerbetreibende, Kindergeld, Investitionszulagen und Kraftfahrzeugsteuer zuständig ist. Selder trat am 31. August 2022 in den Ruhestand.